# Venturina venturalis
Venturina venturalis is een vlinder uit de familie van de grasmotten (Crambidae). De wetenschappelijke naam werd in 1982 als Krombia venturalis gepubliceerd door Gérard Christian Luquet en Joël Minet. In 2012 plaatste Paul Leraut de soort in het nieuwe geslacht Venturina.
De soort komt voor in Frankrijk (Vaucluse). De waardplant van de rups  is Iberis saxatilis.